# Зоран Коняновски
Зоран Коняновски (на македонска литературна норма: Зоран Коњановски) е политик от ВМРО-ДПМНЕ, Северна Македония. Два пъти министър, веднъж на местното самоуправление, а впоследствие е назначен за министър за отбрана на Северна Македония от 26 юли 2008 г. Членува в ВМРО-ДПМНЕ от 1993 г.

## Биография
Коняновски е роден на 3 март 1967 г. в Битоля. Завършва е Машинния факултет на Битолския университет „Св. Климент Охридски“. Женен е, има съпруга Ясмина, с която имат две деца Горазд и Дамян.
От юни 1999 г. работи като машинен инженер в държавното предприятие „Стрежево“ в Битоля, занимаващо се със стопанисване на едноименния язовир.
През 2005 г. след местните избори Зоран Коняновски е избран за председател на Съвета на община Битоля. Същата година е избран и за член на Изпълнителния комитет на ВМРО-ДПМНЕ. От 26 август 2006 до 1 юни 2007 г. е министър на местното самоуправление.
От юни 2007 г. е назначен за генерален директор на Рудно-енергийния комбинат „Битоля“ (РЕК „Битоля“), едно от най-големите предприятия в Република Македония и ключова енергийна централа за страната.